# Berger Torrissen
Berger Torrissen ou Birger Tørrissen, né le 16 septembre 1901 et mort le 28 février 1991, est un skieur américain. 

## Biographie
Il est né à Sørreisa, en Norvège, puis a immigré aux États-Unis. Il a concouru pour les États-Unis en combiné nordique et en ski de fond aux Jeux olympiques d'hiver de 1936 avec le meilleur résultat de la 11e place du relais 4 × 10 km. Torrissen a entraîné l’équipe nord-américaine de ski de fond aux Championnats du monde en 1950 et a supervisé la compétition de biathlon et le tremplin de saut à ski aux Jeux olympiques d’hiver de 1960. Il était le beau-frère de Karl Magnus Satre et de Paul Ottar Satre. 

## liens externes
- Ressource relative au sport :   - Olympedia